# 岩崎京子
岩崎京子（日语：／ Iwasaki Kyōko ?、1922年10月26日—2025年7月10日）是日本儿童文学作家。

## 生平
1922年出生于东京，恵泉女学院高等部毕业。1948年起开始从事儿童文学创作，拜著名儿童文学大师与田准一为师。
其代表作有《鹭鸶》、《养蜂娃》、《有鲤鱼的村庄》、《白鹭的故事》等。
她还是世田谷·九條會的呼吁者之一。
2025年7月10日在東京都西東京市逝世。